# Уљаник (Гарешница)
Уљаник је насељено мјесто у саставу града Гарешнице, у Бјеловарско-билогорској жупанији, Република Хрватска.

## Историја
Место је 1885. године било у Пакрачком изборном срезу за црквено-народни сабор у Карловцима. Ту је пописано 913 православних душа.
До територијалне реорганизације насеље се налазило у саставу бивше општине Дарувар, у западној Славонији.

## Становништво
По попису из 2001. године село је имало 332 становника. Према попису становништва из 2011. године, насеље Уљаник је имало 287 становника.
| Националност       | 1991.        | 1981.        | 1971.        | 1961.        |
| Хрвати             | 137 (34,33%) | 167 (36,46%) | 267 (50,76%) | 277 (40,97%) |
| Срби               | 121 (30,32%) | 106 (23,14%) | 129 (24,52%) | 207 (30,62%) |
| Југословени        | 35 (8,77%)   | 95 (20,74%)  | 0            | 2 (0,29%)    |
| остали и непознато | 106 (26,56%) | 90 (19,65%)  | 130 (24,71%) | 190 (28,10%) |
| Укупно             | 399          | 458          | 526          | 676          |

- напомене:

У 1991. повећано припајањем дела подручја насеља Марино Село (Град Липик, у Пожешко-славонској жупанији) и ненасељеног дела подручја насеља Храстовац. До 1961. подаци за припојени део подручја садржани су у насељу Марино Село. У 1869. и 1880. садржи податке за насеља Горњи Уљаник и Духови.

## Попис 1991.
На попису становништва 1991. године, насељено место Уљаник је имало 399 становника, следећег националног састава:
| Попис 1991.‍  | Попис 1991.‍  | Попис 1991.‍ | Попис 1991.‍ | Попис 1991.‍ |
| ------------ | ------------ | ----------- | ----------- | ----------- |
|              |              |             |             |             |
| Хрвати       | Хрвати       |             | 137         | 34,33%      |
| Срби         | Срби         |             | 121         | 30,32%      |
| Чеси         | Чеси         |             | 56          | 14,03%      |
| Југословени  | Југословени  |             | 35          | 8,77%       |
| Роми         | Роми         |             | 21          | 5,26%       |
| Немци        | Немци        |             | 7           | 1,75%       |
| Албанци      | Албанци      |             | 4           | 1,00%       |
| Италијани    | Италијани    |             | 1           | 0,25%       |
| Мађари       | Мађари       |             | 1           | 0,25%       |
| Словаци      | Словаци      |             | 1           | 0,25%       |
| неопредељени | неопредељени |             | 7           | 1,75%       |
| непознато    | непознато    |             | 8           | 2,00%       |
| укупно: 399  |              |             |             |             |